# Campeonato Paraguayo de Fútbol 1949
El Campeonato Paraguayo de Fútbol de 1949 fue la trigésimo novena edición del principal torneo de fútbol de Paraguay.
El campeón del torneo fue el Club Guaraní quienes obtuvieron su quinto campeonato en la primera categoría.

## Desarrollo
|  | Campeón.    |
|  | Descendido. |

| Equipo                |
| --------------------- |
| Club Guaraní          |
| Club Libertad         |
| Club Cerro Porteño    |
| Club Sol de América   |
| Club Olimpia          |
| Atlántida Sports Club |
| Club Nacional         |
| Club River Plate      |
| Club Presidente Hayes |
| Sportivo Luqueño      |
| Asunción FBC          |

| Bandera de Paraguay  |
| Campeón Club Guaraní |
| Quinto título        |